# Shipping

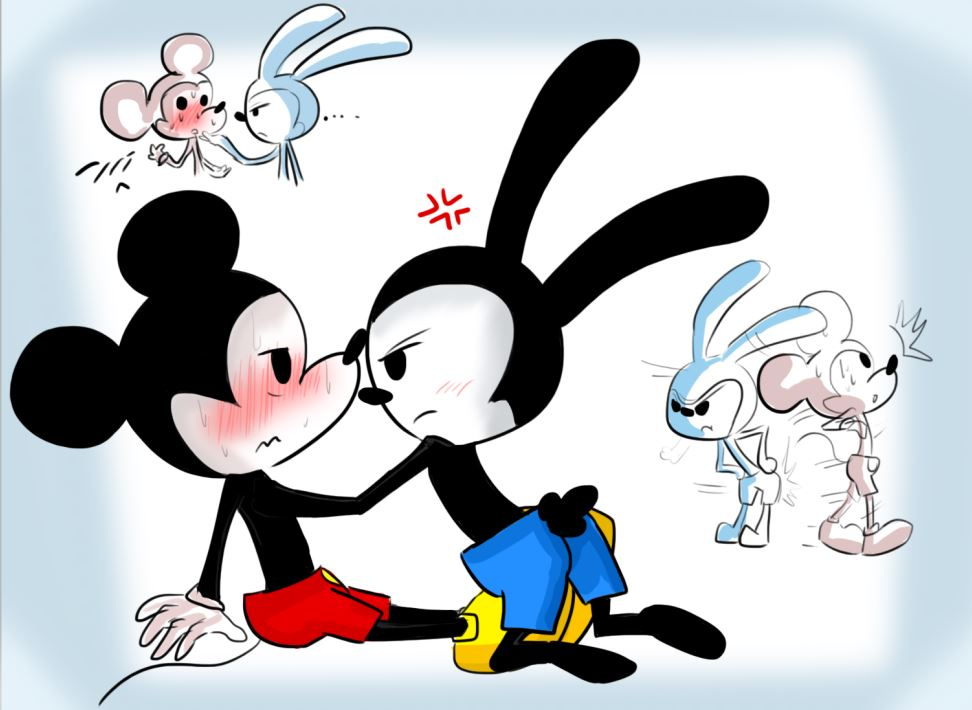
Mickey Mouse împreună cu Oswald

Shipping (derivat de la englezul relationship, care înseamnă relație) reprezintă dorința fanilor unui fandom ca două sau mai multe persoane, fie din viața reală, fie personaje fictive (din filme, literatură, seriale etc.), să fie într-o relație romantică. Shipping-ul se manifestă adesea sub forma unor creații neoficiale, cum ar fi fanfiction-ul și fan art-ul.
Shipping-ul poate include relații de același sex, poliamoroase sau de tip dragoste-ură. Perechile între specii și cele cu diferențe mari de vârstă între personaje pot genera discuții etice în jurul acestor ship-uri. De asemenea, shipping-ul poate cauza conflicte în cadrul fandomurilor și între creatorii unei opere și fanii acesteia. Exemple notabile de fandomuri în care shipping-ul joacă un rol important sunt Harry Potter, Xena: Prințesa războinică, Avatar: Legenda lui Aang și Legenda lui Korra.

## Etimologie
Utilizarea termenului „ship” în sensul de relație romantică pare să fi apărut în jurul anului 1995 în comunitățile online ale fanilor serialului Dosarele X, care își doreau ca personajele principale, Fox Mulder și Dana Scully, să fie într-o relație romantică. Inițial, acești fani s-au numit „relationshippers”, apoi „R’shippers” și, în cele din urmă, simplu „shippers”.
Cele mai vechi utilizări înregistrate ale substantivelor ship și shipper, conform Oxford English Dictionary, datează din postări din 1996 pe grupul Usenet alt.tv.x-files, în timp ce shipping a fost consemnat pentru prima dată în 1997, iar verbul to ship/a ship-ui în 1998.

## Notații și terminologie
„Ship” și derivatele sale sunt acum utilizate pe scară largă. „Shipping” se referă la fenomenul în sine; un „ship” reprezintă un cuplu fictiv; „a ship-ui” un cuplu înseamnă a susține această relație într-un fel sau altul; un „shipper” sau o „fangirl/fanboy” este cineva care se implică semnificativ în această activitate; iar un „shipping war”/„război de shipping” apare atunci când două ship-uri se exclud reciproc, ceea ce duce la conflicte între fanii fiecărui ship. Un ship preferat de un fan mai presus de toate celelalte se numește One True Pairing (o singură pereche adevărată, abreviat OTP.
Când un ship este confirmat în mod oficial într-un serial sau film, este denumit ship canon sau ship plecat, în timp ce un ship scufundat (ship însemnând și navă) este un ship care nu poate exista în canon și nu va fi niciodată confirmat.

### Nomenclatură
Diferite comunități online au dezvoltat metode specifice pentru a denumi ship-urile:
Prima metodă folosită este utilizarea unei bări oblice, întâlnită în ship-ul Kirk/Spock din Star Trek. Aceasta este folosită în special pentru ship-uri de același sex, iar fanfiction-ul cu astfel de perechi este cunoscut sub numele de slash fiction.
Îmbinarea numelor este adesea folosită pentru a desemna un cuplu, cum ar fi „Reylo” pentru Kylo Ren și Rey din franciza Star Wars, „Destiel” pentru Dean Winchester și Castiel din serialul Supernatural, „Sonamy” pentru Sonic the Hedgehog și Amy Rose din seria Sonic the Hedgehog și „Bubbline” pentru Prințesa Bubblegum și Marceline the Vampire Queen din Să-nceapă Aventura. Cuvintele telescopate și compușii trunchiați nu sunt folosiți doar pentru a abrevia numele personajelor, ci și pentru a crea un nume propriu pentru relația respectivă. De exemplu, „Klance” este un compus trunchiat al numelor Keith și Lance din Voltron: Legendary Defender. „Sculder”, format din Dana Scully și Fox Mulder din Dosarele X, este un exemplu de îmbinare a numelor de familie, deși majoritatea fanilor preferă termenul „MSR” (Mulder-Scully Relationship). Un alt exemplu este „MoonBoon”, care desemnează perechea Zarya Moonwolf și Kitty Boon din Mysticons. În alte cazuri, numele de botez ale personajelor sunt îmbinate, cum ar fi numele perechilor din Amphibia: Marcy Wu și Anne Boonchuy („Marcanne”), Sasha Waybright și Marcy Wu („Sasharcy”), Sasha Waybright și Anne Boonchuy („Sashanne”). Un exemplu similar se regăsește în Arcane, unde Violet „Vi” și Caitlyn „Cait” Kiramman sunt denumite „Caitvi” sau „CaitVi”.
Aceste combinații de nume urmează adesea principii fonologice sistematice, în care primul personaj din nume este perceput drept partenerul „dominant” al relației. În Japonia, convențiile de denumire a perechilor nu folosesc bare oblice sau îmbinări de nume, ci un format de tip „XY nume-nume”. Această regulă este guvernată de ordinea „băiat-fată” sau dinamica seme-uke (dominant-submisiv) din yaoi. În multe țări din Asia de Est există o diferență distinctă între perechile XY și YX, precum „MomoYuki” (unde Momo este dominant) față de „YukiMomo” (unde Yuki este dominant) din seria Idolish7.
Multe variante specifice fandomurilor există și utilizează adesea o terminologie proprie fiecărui univers ficțional. Acestea folosesc de obicei cuvinte care descriu relația dintre personaje în contextul universului ficțional și adaugă cuvântul „Shipping” la sfârșit (de exemplu, AmourShipping, NegaiShipping, PokeShipping, RocketShipping și CookieShipping din Pokemon). Alte denumiri combină numele personajelor cu coduri specifice. De exemplu, numele navelor din RWBY includ „Bumbleby” (Blake Belladonna și Yang Xiao Long) și „White Rose” (Weiss Schnee și Ruby Rose).

## Tipuri deship-uri

### De același sex
În cadrul fenomenului shipping, perechile de același sex sunt foarte populare și sunt cunoscute uneori sub denumirea de „slash” (bară oblică) (pentru relațiile masculine) și „femslash” (pentru relațiile feminine). În fandomul anime/manga, se folosesc termeni împrumutați din japoneză, precum yaoi și yuri. În contextul serialelor chinezești, astfel de perechi sunt denumite „Tanbi CP”. O persoană care susține aceste relații și citește sau scrie ficțiuni de tip slash poate fi numită „slasher”. De asemenea, termenii japonezi „fujoshi” (pentru femeile care apreciază poveștile romantice între bărbați) și „fudanshi” (echivalentul masculin) sunt des folosiți, mai ales de fanii yaoi și yuri.
Termenul „slash” a apărut cu cel puțin 20 de ani înaintea conceptului de shipping. Inițial, acesta a fost folosit pentru a descrie relația ficțională dintre Kirk și Spock din Star Trek, scrisă sub forma Kirk/Spock (sau „K/S”), citit uneori „Kirk-slash-Spock”, de unde și termenul „slash”. Alte perechi populare în ficțiunile slash timpurii au inclus personaje din Starsky & Hutch și Dirty Harry. La sfârșitul anilor ’70 și începutul anilor ’80, „K/S” era folosit pentru a desemna ficțiunile slash în general, indiferent de fandom, iar treptat termenul „slash” a devenit universal pentru a descrie toate lucrările fanfiction cu tematică romantică sau erotică între personaje de același sex.
Primele povești K/S nu au fost acceptate imediat de toți fanii Star Trek. În Anglia, fanii slash se temeau chiar că ar putea fi arestați, deoarece aceste povești încălcau legile privind obscenitatea de la acea vreme. Multe dintre primele ficțiuni slash se bazau pe perechi de prieteni apropiați, denumiți „hero dyad” sau One True Pairing (O singură pereche adevărată), cum ar fi Kirk/Spock sau Starsky/Hutch. Pe de altă parte, unele perechi clasice opuneau două personaje foarte diferite, precum Blake/Avon din Blake's 7. Odată cu apariția internetului, scriitorii de ficțiune slash au început să creeze liste de discuții (care au înlocuit treptat publicațiile tip amateur press associations) și site-uri precum FanFiction.Net. Internetul a permis extinderea masivă a fandomurilor reprezentate, mai ales în genurile science fiction, fantasy și drame polițiste. De asemenea, internetul a crescut nivelul de interacțiune între cititori, permițând fanilor să comenteze poveștile, să analizeze episoadele și să discute tendințele în fandomul slash. Au apărut site-uri și fanzine dedicate fandomurilor Dosarele X, Stargate, Harry Potter și Buffy, spaima vampirilor, unde erau disponibile zeci de mii de ficțiuni slash.
Deoarece, la început, relațiile homosexuale nu erau frecvent prezentate în mod canonic în media originală, unele persoane considerau că ficțiunile slash erau, prin definiție, non-canonice. Conform acestei perspective, termenul „slash fiction” se aplică doar atunci când relația de același sex nu este recunoscută oficial în povestea originală, în timp ce ficțiunile despre relații homosexuale canonice nu sunt considerate slash. Femslash este o subcategorie a ficțiunii slash, concentrată pe relații romantice sau sexuale între personaje feminine. De obicei, aceste personaje sunt heterosexuale în universul original, dar în ficțiunile scrise de fani ele sunt portretizate într-o relație romantică. Când personajele sunt deja canonic lesbiene, aceste povești sunt adesea încadrate tot la femslash pentru comoditate. Ficțiunile slash originale sunt acele povești care conțin relații între bărbați, bazate pe subtext homoerotic perceput între personaje fictive. Acest tip de ficțiune poate avea surse diverse, precum manga, seriale TV, filme și cărți. Aceste lucrări sunt acum publicate în principal online și folosesc aceleași sisteme de clasificare, avertizări și terminologie ca și ficțiunile slash clasice.
În mai 2020, ND Stevenson, creatorul serialului She-Ra și prințesele puterii, a declarat că, deși fenomenul shipping este un instrument excelent pentru fani, el nu își dorește ca filmele sau serialele să se bazeze doar pe indicii subtile și schimburi de priviri. De asemenea, el a subliniat că nu toate relațiile între personaje de același sex ar trebui să fie percepute exclusiv prin prisma shipping-ului.

### Poliamoros
Triunghiurile amoroase sunt adesea utilizate ca un dispozitiv narativ pentru a crea conflict în poveste. O soluție simplă pentru această problemă este fie formarea unei relații între toți cei trei membri, fie ca un personaj să fie implicat romantic cu ambii parteneri potențiali. Acest concept nu trebuie confundat cu haremul, care implică, de obicei, un singur personaj urmărit romantic de mai mulți alții. Situații de acest tip pot duce la formarea unei relații poliamoroase sau personajele pot începe o astfel de relație din alte motive. Poliamoria nu este întotdeauna rezultatul unui triunghi amoros, dar relațiile poliamoroase care nu provin dintr-un astfel de context tind să fie mai puțin acceptate de fandom. În unele ficțiuni scrise de fani, personajelor li se atribuie o identitate poliamoroasă, iar unele avertismente pot indica „cititorilor poliamoroși că personajele centrale sunt monogame.”

### Între specii
Shipping-ul între specii este întâlnit de obicei în fandomurile asociate cu media care prezintă animale din specii diferite sau ființe supranaturale, mecanice, extraterestre și fantastice. Crearea unui ship între un personaj uman și un personaj animal sau furry poate fi controversată și a fost acuzată că se apropie de o zonă sensibilă legată de zoofilie.

### Diferență de vârstă

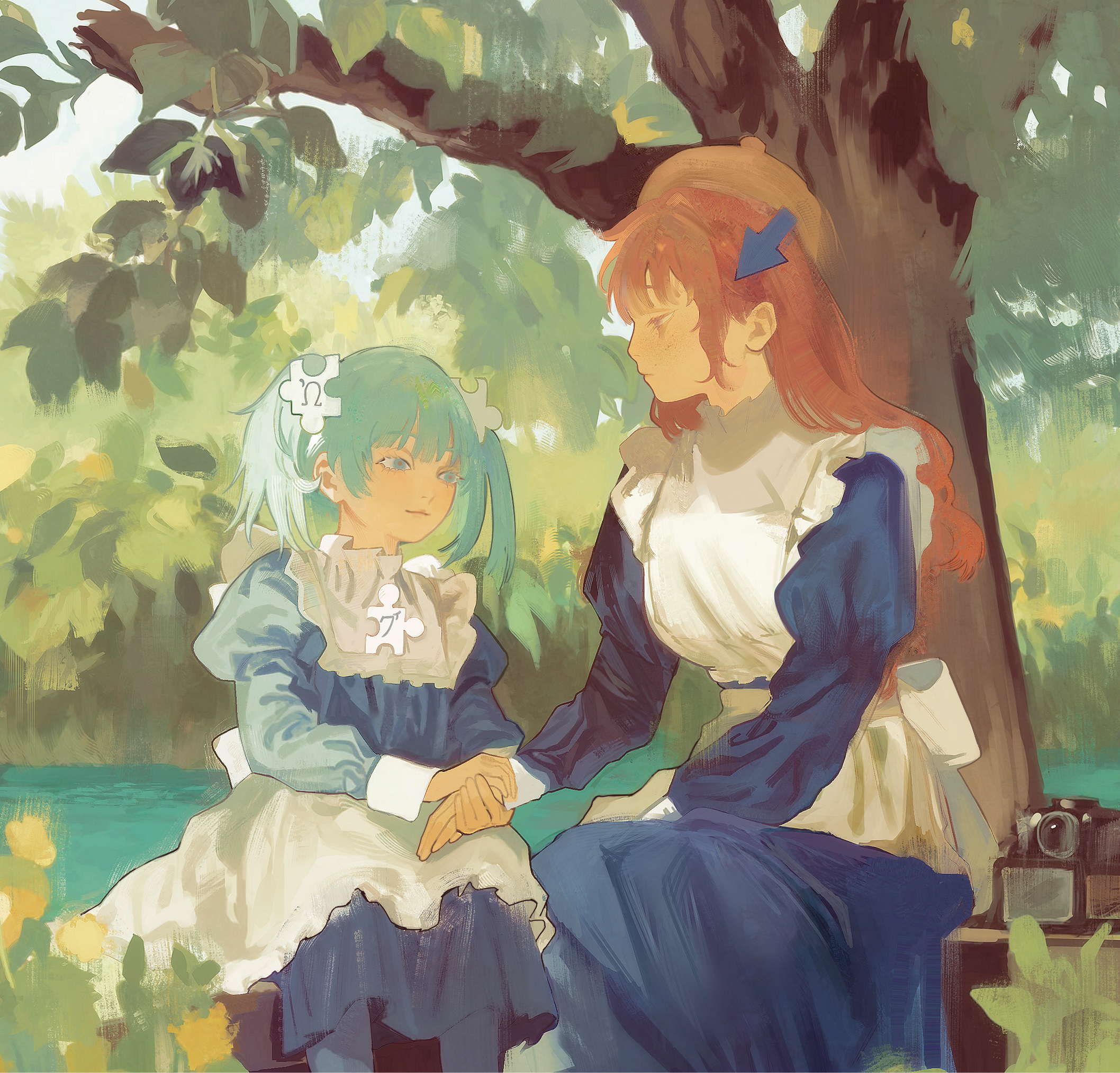
Wikipe-tan și un Commons-tan adult, mascotele moe neoficiale ale Wikipedia și Wikimedia Commons, stând împreună într-un context romantic. Diferențele de vârstă semnificative în operele fanilor au fost subiect de dezbateri în comunitatea de shipping.

Diferențele de vârstă controversate au o gamă largă. Un adult în vârstă cu un tânăr adult, oricine cu o ființă nemuritoare sau care îmbătrânește lent, adolescenți cu tineri adulți sau chiar relații implicând copii ficționali fac parte din această categorie. Legat de acest lucru sunt și dezbaterile continue despre care relații sunt „cele mai bune” și „corecte”, ceea ce duce inevitabil la războaie între susținătorii diferitelor cupluri.

### Dragoste-ură
Romantismul dintre doă personaje care, în mod canonic, se urăsc apar și ele. Adesea, se interpretează că personajele împărtășesc o tensiune sexuală, având o relație de tip dragoste-ură. Un exemplu ar fi cuplarea lui Daniel LaRusso cu agresorul și rivalul său, Johnny, din The Karate Kid și Cobra Kai. Acesta este unul dintre cele mai populare tipuri de shipping.